# دابلداي
دابلداي هي دار نشر أمريكية تأسست في عام 1897 وبحلول عام 1947 أصبحت الأكبر في الولايات المتحدة.

## وصلات خارجية
- الموقع الرسمي